# Hofmark Möschenfeld
Die Hofmark Möschenfeld war eine Hofmark in Möschenfeld, heute ein Gemeindeteil von Grasbrunn im oberbayerischen Landkreis München.
Im Jahr 819 erwarb das Hochstift Freising in „Meskilinvelt“ einige Besitzungen, der Rest von Möschenfeld kam Mitte des 11. Jahrhunderts durch Schenkungen des Grafen Adalbero II. an das Kloster Ebersberg. 

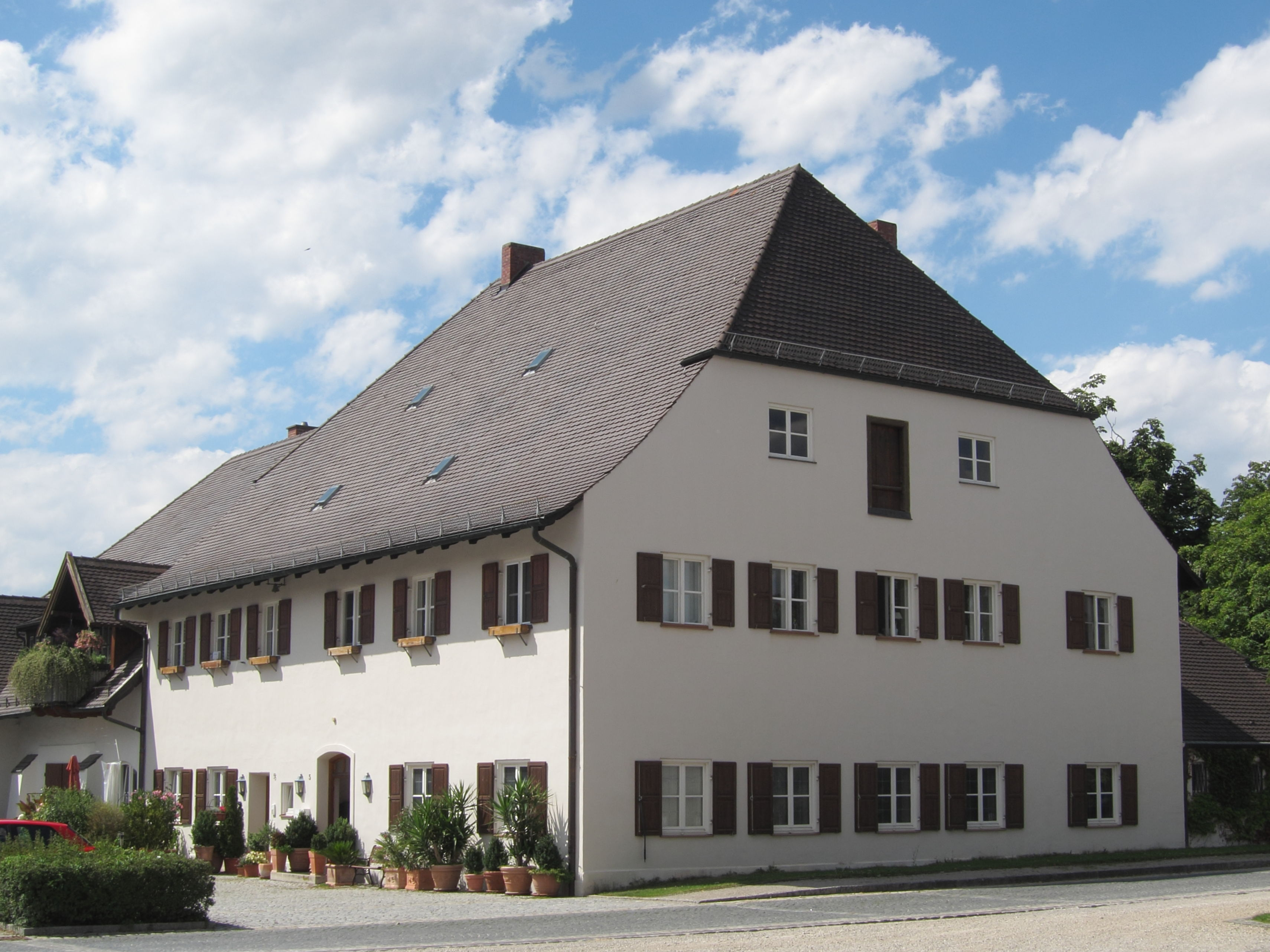
Gutshof Möschenfeld

Der Niedergang des Klosters im 16. Jahrhundert führte dazu, dass Möschenfeld 1595 an das Jesuitenkolleg in München verkauft werden musste. Die Jesuiten bauten die Schwaige aus, die 1674 zur Hofmark erhoben wurde. Nach der Aufhebung des Jesuitenordens in Bayern im Jahr 1773 kam die Hofmark an den Malteserorden, der sie bis 1799 besaß und dann an den Ökonomen Josef Gruber verkaufte. 
Nach mehrmaligem Eigentümerwechsel ging das Gut mit dem gesamten Weiler im Jahr 1895 an den Reichsrat Wilhelm von Finck über und befindet sich noch heute im Familienbesitz.